# Troco Likes
Troco Likes é o quarto álbum de estúdio do cantor e compositor brasileiro Tiago Iorc, lançado em 10 de julho de 2015, através do selo discográfico SLAP da gravadora Som Livre. Este álbum marca uma nova fase musical do cantor, nele está repleto de músicas em português, um fato inédito na trajetória do artista, que compôs em inglês desde que surgiu no cenário musical, em 2008.
O primeiro single do álbum é a canção "Coisa Linda", lançado em 1 de julho de 2015. O segundo é a canção "Amei Te Ver", que foi lançado em 8 de novembro de 2015, junto com o vídeo musical, que contou com a participação da atriz Bruna Marquezine. O terceiro single, "Alexandria" foi lançado em 18 de dezembro de 2015.
O álbum foi indicado na décima sétima edição do Grammy Latino na categoria Melhor Álbum de Pop Contemporâneo Brasileiro e recebeu um disco de platina no Brasil.

## Sobre o álbum
Quase todas as faixas são de composições autorais de Tiago, a música "Bossa", é uma releitura da banda Cidadão Quem do álbum Spermatozoon (1998). A canção "Coisa Linda" foi feita para sua até então namorada, a atriz Isabelle Drummond.

## Capa e título
O nome do álbum representa uma crítica velada à atual sociedade, que faz de tudo para ser famosa na era virtual. A ilustração da capa representa Iorc com um sorriso feito forçadamente por prendedores foca na direção do apontar o dedo àquelas pessoas que vivem de falsas aparências, principalmente no meio virtual. A ilustração da capa foi feita pelo artista Nestor Canavarro, apenas com lápis de cor e uma folha de papel.

## Lista de faixas
Todas as faixas produzidas por Tiago Iorc e Alexandre Castilho.
| Troco Likes – Edição padrão |                        |                               |         |  |
| N.º                         | Título                 | Compositor(es)                | Duração |  |
| 1.                          | "Alexandria"           | Tiago Iorc Humberto Gessinger | 3:42    |  |
| 2.                          | "Amei Te Ver"          | Iorc                          | 4:18    |  |
| 3.                          | "Mil Razões"           | Iorc Dani Black               | 4:05    |  |
| 4.                          | "Eu Errei"             | Iorc                          | 3:42    |  |
| 5.                          | "De Todas as Coisas"   | Iorc                          | 2:47    |  |
| 6.                          | "Coisa Linda"          | Iorc Leo Fressato             | 2:59    |  |
| 7.                          | "Bossa"                | Duca Leindecker               | 3:42    |  |
| 8.                          | "Cataflor"             | Iorc                          | 3:47    |  |
| 9.                          | "Liberdade ou Solidão" | Iorc                          | 3:30    |  |
| 10.                         | "Sol Que Faltava"      | Iorc                          | 3:44    |  |
| Duração total:              | Duração total:         | Duração total:                | 36:16   |  |

| Troco Likes – Faixa bônus |                         |                |         |  |
| N.º                       | Título                  | Compositor(es) | Duração |  |
| 11.                       | "Till I'm Old and Gray" | Iorc           | 4:19    |  |
| Duração total:            | Duração total:          | Duração total: | 40:43   |  |

## Turnê

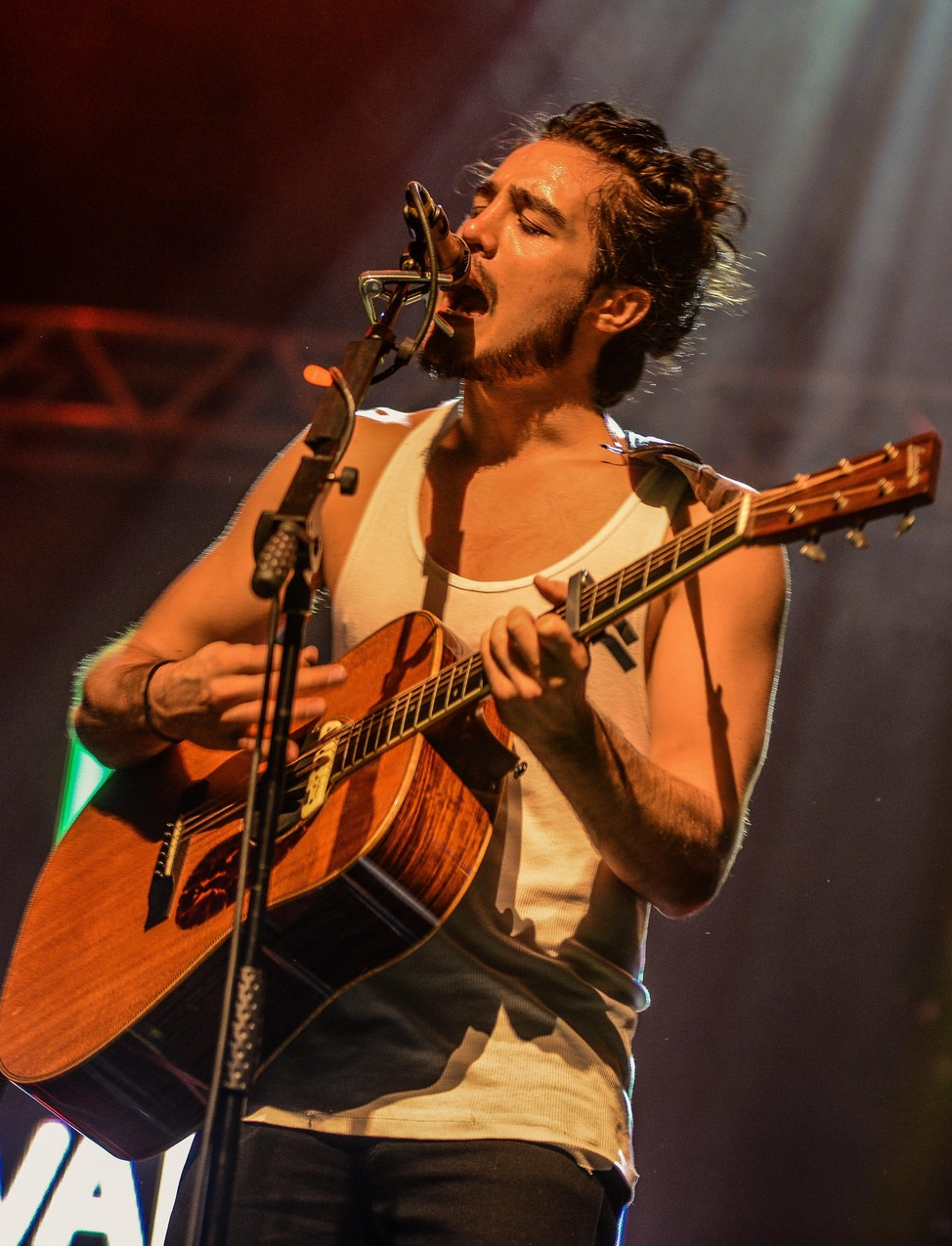
Iorc durante a turnê.

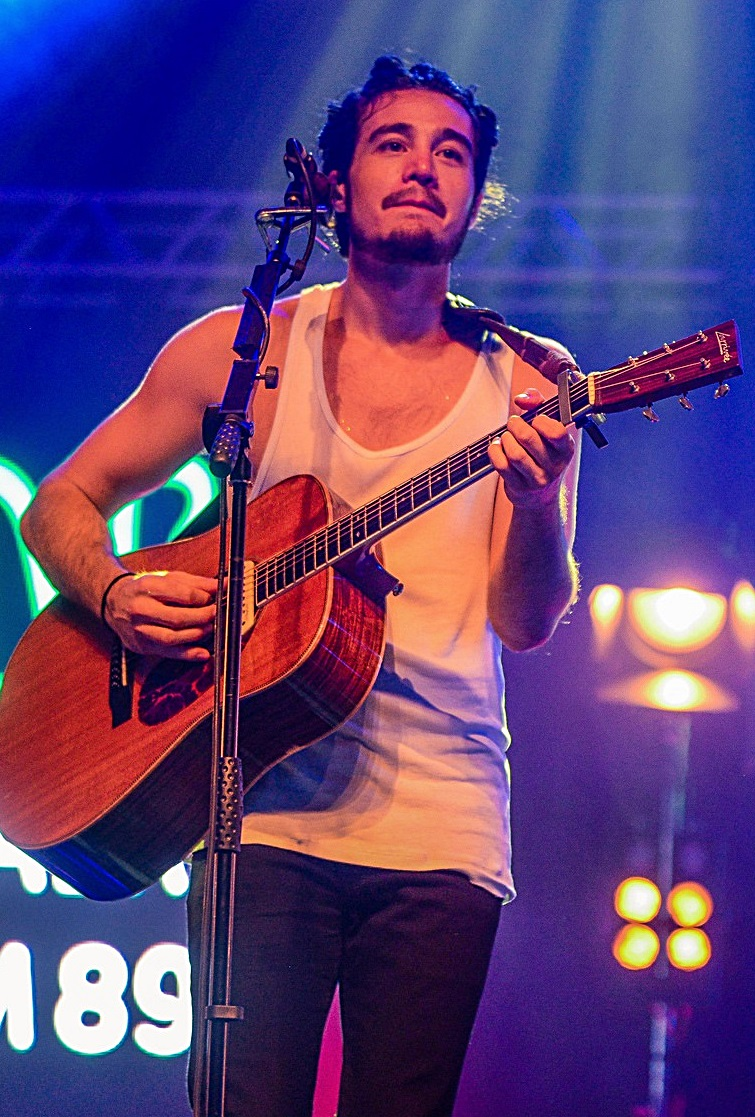
Iorc durante a turnê.

O show de estreia da "Turnê Troco Likes" ocorreu no dia 29 de julho de 2015 no Theatro NET em São Paulo, no total são 76 datas programadas pelo país.

### Repertório
1. "Bossa"
2. "Sol Que Faltava"
3. "Eu Errei"
4. "Coisa Linda"
5. "Mil Razões"
6. "De Todas As Coisas"
7. "Nothing But A Song"
8. "Forasteiro"
9. "It's A Fluke"
10. "My Girl"
11. "Alexandria"
12. "Um Dia Após o Outro"
13. "Música Inédita"
14. "Me Espera"
15. "Dia Especial"
16. "Sorte"
17. "Cataflor"
18. "Amei Te Ver"

### Datas
| Datas                  | Datas                 | Datas               | Datas                                                          |        |
| Data                   | Cidade                | Estado              | Local                                                          |        |
| Brasil                 | Brasil                | Brasil              | Brasil                                                         | Brasil |
| ---------------------- | --------------------- | ------------------- | -------------------------------------------------------------- | ------ |
| 29 de julho de 2015    | São Paulo             | São Paulo           | Theatro NET                                                    |        |
| 30 de julho de 2015    | Campinas              | São Paulo           | Teatro Brasil Kirin                                            |        |
| 1 de agosto de 2015    | Piracicaba            | São Paulo           | Teatro do Engenho                                              |        |
| 6 de agosto de 2015    | Feira de Santana      | Bahia               | Centro de Cultura Amélio Amorim                                |        |
| 7 de agosto de 2015    | Salvador              | Bahia               | Teatro Castro Alves                                            |        |
| 8 de agosto de 2015    | Fortaleza             | Ceará               | Teatro do Via Sul Shopping                                     |        |
| 9 de agosto de 2015    | Natal                 | Rio Grande do Norte | Teatro Riachuelo                                               |        |
| 14 de agosto de 2015   | João Pessoa           | Paraíba             | Teatro Paulo Pontes                                            |        |
| 15 de agosto de 2015   | Campina Grande        | Paraíba             | Teatro do Garden Hotel                                         |        |
| 22 de agosto de 2015   | Joinville             | Santa Catarina      | Teatro da Liga                                                 |        |
| 23 de agosto de 2015   | Curitiba              | Paraná              | Centro Cultural Teatro Guaíra                                  |        |
| 24 de agosto de 2015   | Cascavel              | Paraná              | Teatro Municipal de Cascavel                                   |        |
| 28 de agosto de 2015   | Florianópolis         | Santa Catarina      | Teatro Pedro Ivo                                               |        |
| 29 de agosto de 2015   | São José dos Campos   | São Paulo           | Teatro Colinas                                                 |        |
| 30 de agosto de 2015   | São Bernardo do Campo | São Paulo           | Teatro Lauro Gomes                                             |        |
| 2 de setembro de 2015  | Rio de Janeiro        | Rio de Janeiro      | Theatro NET Rio                                                |        |
| 3 de setembro de 2015  | Macaé                 | Rio de Janeiro      | Teatro Municipal de Macaé                                      |        |
| 11 de setembro de 2015 | Aracaju               | Sergipe             | Teatro Atheneu                                                 |        |
| 12 de setembro de 2015 | Maceió                | Alagoas             | Teatro Deodoro                                                 |        |
| 13 de setembro de 2015 | Recife                | Pernambuco          | Teatro RioMar Recife                                           |        |
| 19 de setembro de 2015 | Goiânia               | Goiás               | Centro Cultural Oscar Niemeyer                                 |        |
| 20 de setembro de 2015 | Brasília              | Distrito Federal    | Centro de Convenções Ulysses Guimarães                         |        |
| 22 de setembro de 2015 | Balneário Camboriú    | Santa Catarina      | Teatro Carlos Gomes                                            |        |
| 23 de setembro de 2015 | Blumenau              | Santa Catarina      | Teatro Carlos Gomes                                            |        |
| 24 de setembro de 2015 | Curitiba              | Paraná              | +55 Bar                                                        |        |
| 25 de setembro de 2015 | Londrina              | Paraná              | Teatro Marista Londrina                                        |        |
| 4 de outubro de 2015   | Uberlândia            | Minas Gerais        | Teatro Municipal de Uberlândia                                 |        |
| 16 de outubro de 2015  | Porto Alegre          | Rio Grande do Sul   | Teatro do Bourbon Country                                      |        |
| 18 de outubro de 2015  | Novo Hamburgo         | Rio Grande do Sul   | Teatro Feevale                                                 |        |
| 20 de outubro de 2015  | Belo Horizonte        | Minas Gerais        | Palácio das Artes                                              |        |
| 23 de outubro de 2015  | Manaus                | Amazonas            | Teatro Manauara                                                |        |
| 24 de outubro de 2015  | Belém                 | Pará                | Teatro Estação Gasômetro                                       |        |
| 5 de novembro de 2015  | Vitória               | Espírito Santo      | Centro Cultural Sesc Glória                                    |        |
| 12 de novembro de 2015 | Cuiabá                | Mato Grosso         | Teatro do Liceu Cuiabano                                       |        |
| 13 de novembro de 2015 | Campo Grande          | Mato Grosso do Sul  | Teatro Dom Bosco                                               |        |
| 19 de novembro de 2015 | Niterói               | Rio de Janeiro      | Teatro Popular Oscar Niemeyer                                  |        |
| 20 de novembro de 2015 | Juiz de Fora          | Minas Gerais        | Cine Theatro Central                                           |        |
| 22 de novembro de 2015 | Petrópolis            | Rio de Janeiro      | Teatro D. Pedro                                                |        |
| 4 de dezembro de 2015  | Arujá                 | São Paulo           | Festival Rock no Vale                                          |        |
| 6 de dezembro de 2015  | Ribeirão Preto        | São Paulo           | Theatro Pedro II                                               |        |
| 20 de janeiro de 2016  | Rio de Janeiro        | Rio de Janeiro      | Teatro Bradesco                                                |        |
| 22 de janeiro de 2016  | São Paulo             | São Paulo           | Tom Jazz                                                       |        |
| 23 de janeiro de 2016  | São Paulo             | São Paulo           | Tom Jazz                                                       |        |
| 6 de fevereiro de 2016 | São Paulo             | São Paulo           | Sesc Consolação                                                |        |
| 7 de fevereiro de 2016 | São Paulo             | São Paulo           | Sesc Consolação                                                |        |
| 18 de março de 2016    | Rio de Janeiro        | Rio de Janeiro      | Vivo Rio                                                       |        |
| 30 de março de 2016    | Santo André           | São Paulo           | Teatro Municipal de Santo André                                |        |
| 31 de março de 2016    | Campinas              | São Paulo           | Teatro Brasil Kirin                                            |        |
| 1 de abril de 2016     | Santos                | São Paulo           | Teatro Coliseu Santos                                          |        |
| 2 de abril de 2016     | Sorocaba              | São Paulo           | Teatro Teotônio Vilela                                         |        |
| 3 de abril de 2016     | Jundiaí               | São Paulo           | Teatro Polytheama                                              |        |
| 22 de abril de 2016    | Recife                | Pernambuco          | Santa Isabel Theater                                           |        |
| 24 de abril de 2016    | Fortaleza             | Ceará               | Centro Dragão do Mar de Arte e Cultura                         |        |
| 28 de abril de 2016    | Belém                 | Pará                | Teatro Estação Gasômetro (Gravação do DVD Troco Likes ao Vivo) |        |
| 29 de abril de 2016    | Belém                 | Pará                | Teatro Estação Gasômetro (Gravação do DVD Troco Likes ao Vivo) |        |
| 16 de julho de 2016    | Belo Horizonte        | Minas Gerais        | Festival de Inverno                                            |        |
| 22 de julho de 2016    | Salinópolis           | Pará                | Paradise Salinas                                               |        |
| 23 de julho de 2016    | Macapá                | Amapá               | Ceta Eco Hotel                                                 |        |
| 30 de julho de 2016    | Uberlândia            | Minas Gerais        | Festival Uberlândia Pop                                        |        |
| 9 de outubro de 2016   | Belém                 | Pará                | Assembleia Paraense                                            |        |
| 10 de março de 2017    | Londrina              | Paraná              | Teatro Marista Londrina                                        |        |
| 11 de março de 2017    | Maringá               | Paraná              | Teatro Marista Londrina                                        |        |
| 12 de março de 2017    | Ponta Grossa          | Paraná              | Teatro Marista                                                 |        |
| 17 de março de 2017    | Juiz de Fora          | Minas Gerais        | Avalon Music                                                   |        |
| 18 de março de 2017    | Rio de Janeiro        | Rio de Janeiro      | Fundição Progresso (Gravação do Especial Multishow)            |        |
| 24 de março de 2017    | Blumenau              | Santa Catarina      | Teatro Carlos Gomes                                            |        |
| 25 de março de 2017    | Joinville             | Santa Catarina      | Teatro da Liga                                                 |        |
| 31 de março de 2017    | Santarém              | Pará                | Iate Clube de Santarém                                         |        |
| 1 de abril de 2017     | Belém                 | Pará                | Assembleia Paraense                                            |        |
| 7 de abril de 2017     | Cuiabá                | Mato Grosso         | Acrimat                                                        |        |
| 8 de abril de 2017     | Porto Velho           | Rondônia            | Nautilus                                                       |        |
| 9 de abril de 2017     | Rio Branco            | Acre                | Resort Hotel (comfort Hotel Rio Branco)                        |        |
| 13 de abril de 2017    | Campo Grande          | Mato Grosso do Sul  | Diamond Hall                                                   |        |

| Shows cancelados      | Shows cancelados | Shows cancelados | Shows cancelados                   |
| Data                  | Cidade           | Estado           | Local                              |
| Brasil                | Brasil           | Brasil           | Brasil                             |
| --------------------- | ---------------- | ---------------- | ---------------------------------- |
| 3 de outubro de 2015  | Ipatinga         | Minas Gerais     | Teatro do Centro Cultural Usiminas |
| 25 de outubro de 2015 | São Luís         | Maranhão         | Teatro Arthur Azevedo              |
| 27 de outubro de 2015 | Teresina         | Piauí            | Theatro 4 de Setembro              |

## Certificação
| País                       | Certificação | Vendas  |
| -------------------------- | ------------ | ------- |
| Brasil (Pro-Música Brasil) | Platina      | 90.000+ |

## Prêmios e indicações
| Ano  | Premiação     | Categoria                                    | Resultado | Ref.   |
| ---- | ------------- | -------------------------------------------- | --------- | ------ |
| 2016 | Grammy Latino | Melhor Álbum de Pop Contemporâneo Brasileiro | Indicado  | [ 12 ] |